# باشگاه اسکیت هاکی بارسلونا

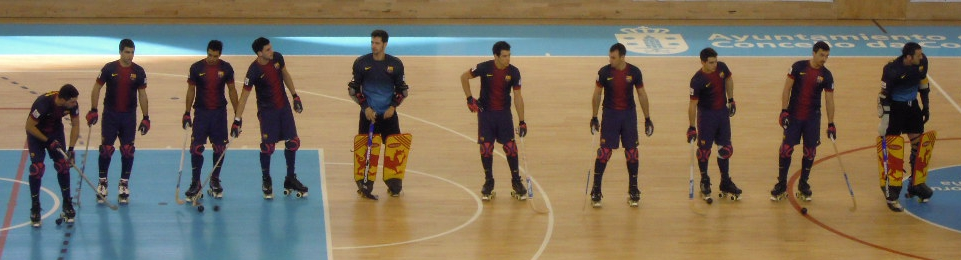
اسکیت هاکی

باشگاه اسکیت هاکی بارسلونا یک باشگاه حرفه‌ای اسکیت هاکی است که در سال ۱۹۴۲ تأسیس شده است. این تیم هم‌اکنون در او کی لیگا حضور دارد و بازی‌هایش را در پالائو بلوگرانا انجام می‌دهد. هم‌چنین جوزپ ماریا بارتومئو به عنوان مدیریت این تیم فعالیت می‌کند.